# Chtchoukino
Chtchoukino (Муниципальный округ Хорошево-Мневники) est un district administratif du district administratif nord-ouest de Moscou.
En 1415, le grand-prince Vassili Ier construit le village de Chtchoukino à l'est de la rivière Moskova.
Chtchoukino est devenu un quartier en 1918 et a été intégré au district administratif nord-ouest depuis 1988.

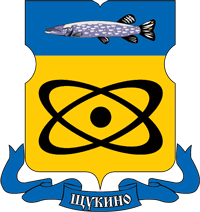
Armes du district
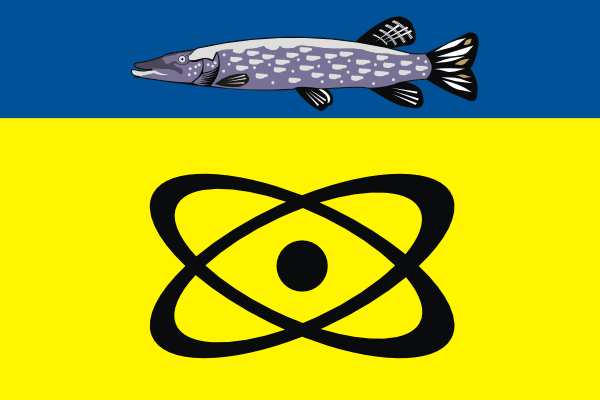
Drapeau du district